# 塞尔比维尔 (特拉华州)
塞尔比维尔（英語：Selbyville），是美国特拉华州苏塞克斯县（Sussex）下属的一座城镇，面积为9.16平方公里，其中9.14平方公里为陆地，另外0.02平方公里为水域。2011年的数据显示该地有人口2,192人。论人口在本州排行第18。